# バイヨーク・タワー

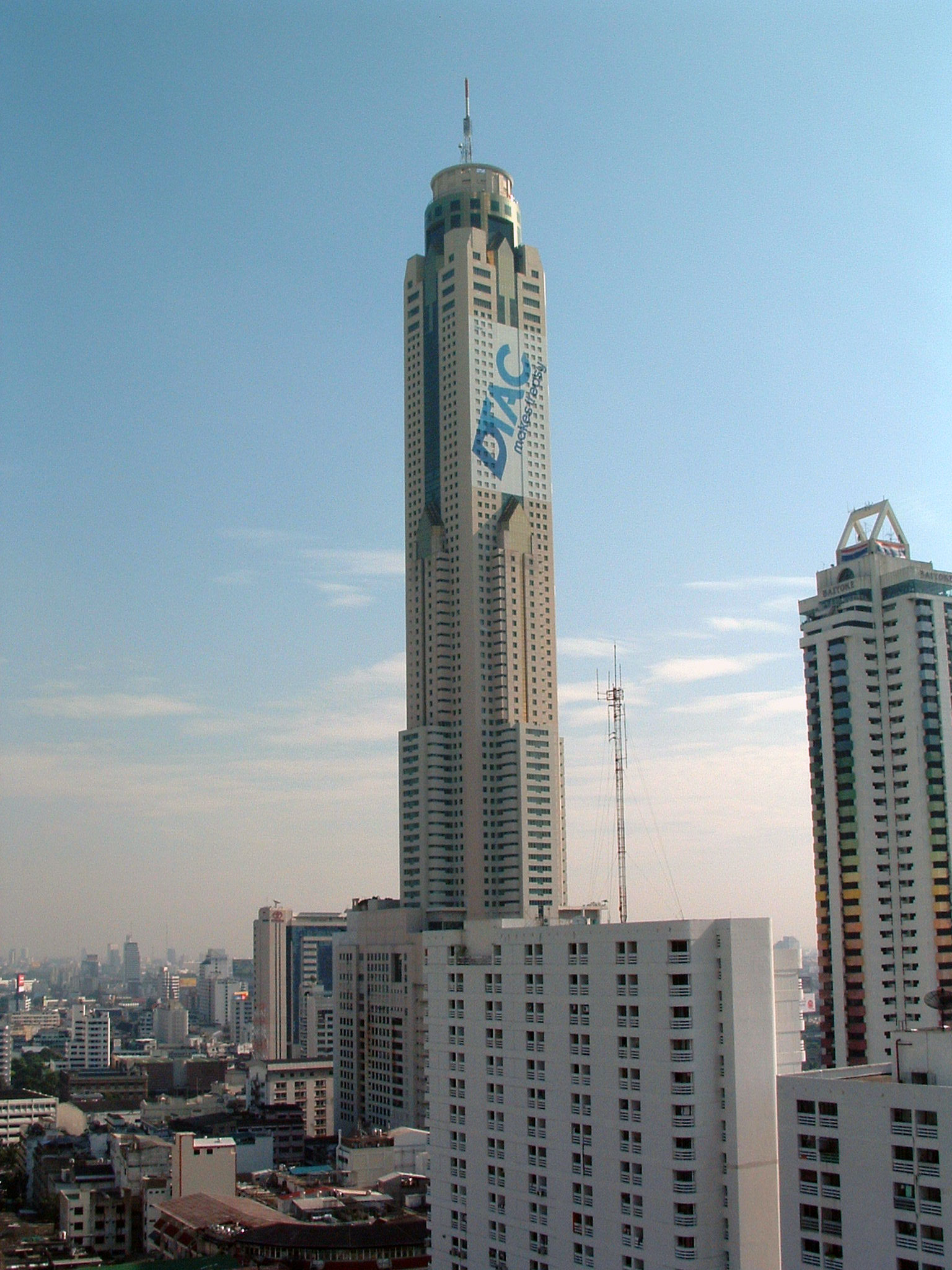
やや手前にある縦に虹色のベランダの建物がバイヨーク・タワー

バイヨーク・タワーとはタイ・バンコクにある高層ビルの一つ。1987年に完成した、43階建ての約150mのビルである。1996年にバイヨーク・タワーIIが完成するまでバンコクのランドマーク的存在であり、バンコク最高のビルディングといわれた。

## 周辺
ラチャプラロップ通り沿いにあり、南側にはプラトゥーナム市場がある。